# 勒梅爾海峽 (南極洲)

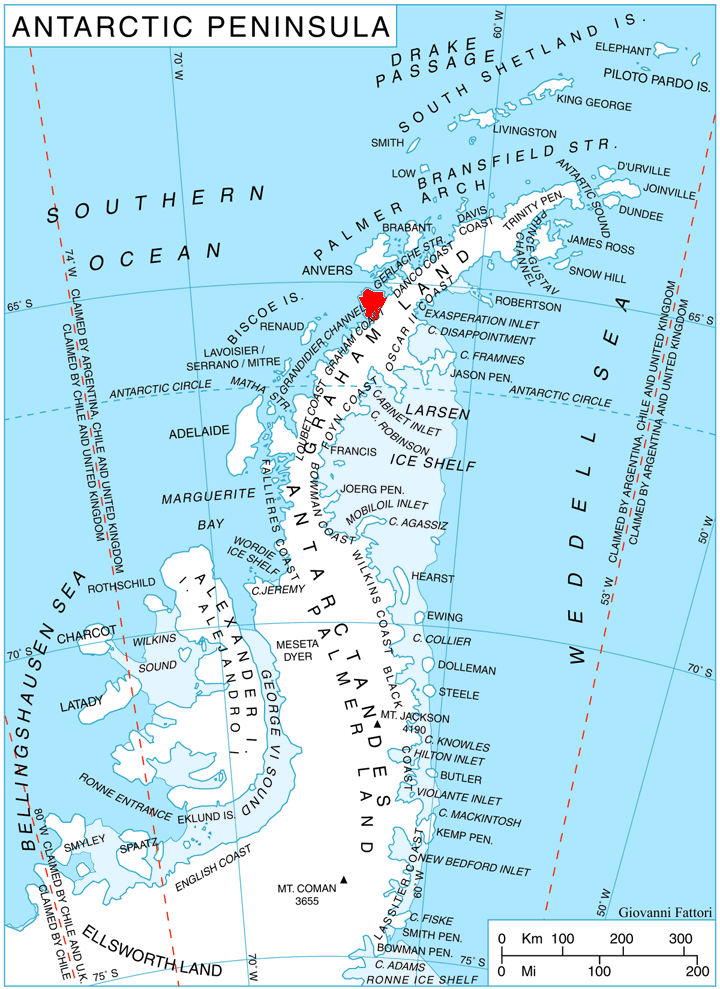

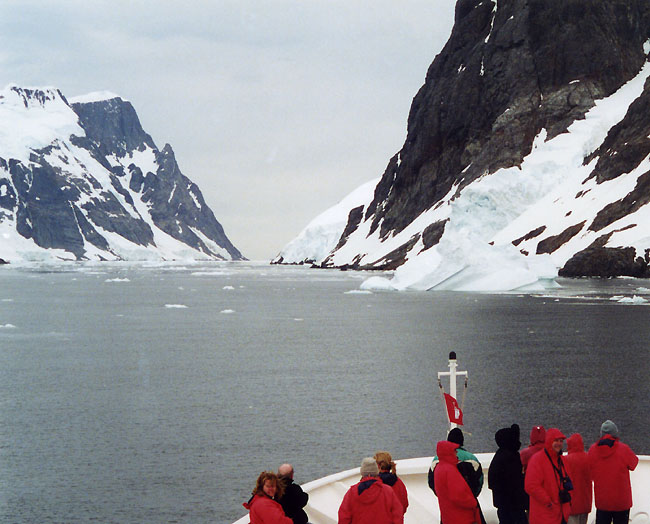

勒梅爾海峽是南極洲的海峽，位於葛拉漢地的基輔半島和布斯島之間，長11公里、寬1.6公里，該海峽由德國探險隊發現，現時由南極條約體系管理。

## 外部連結

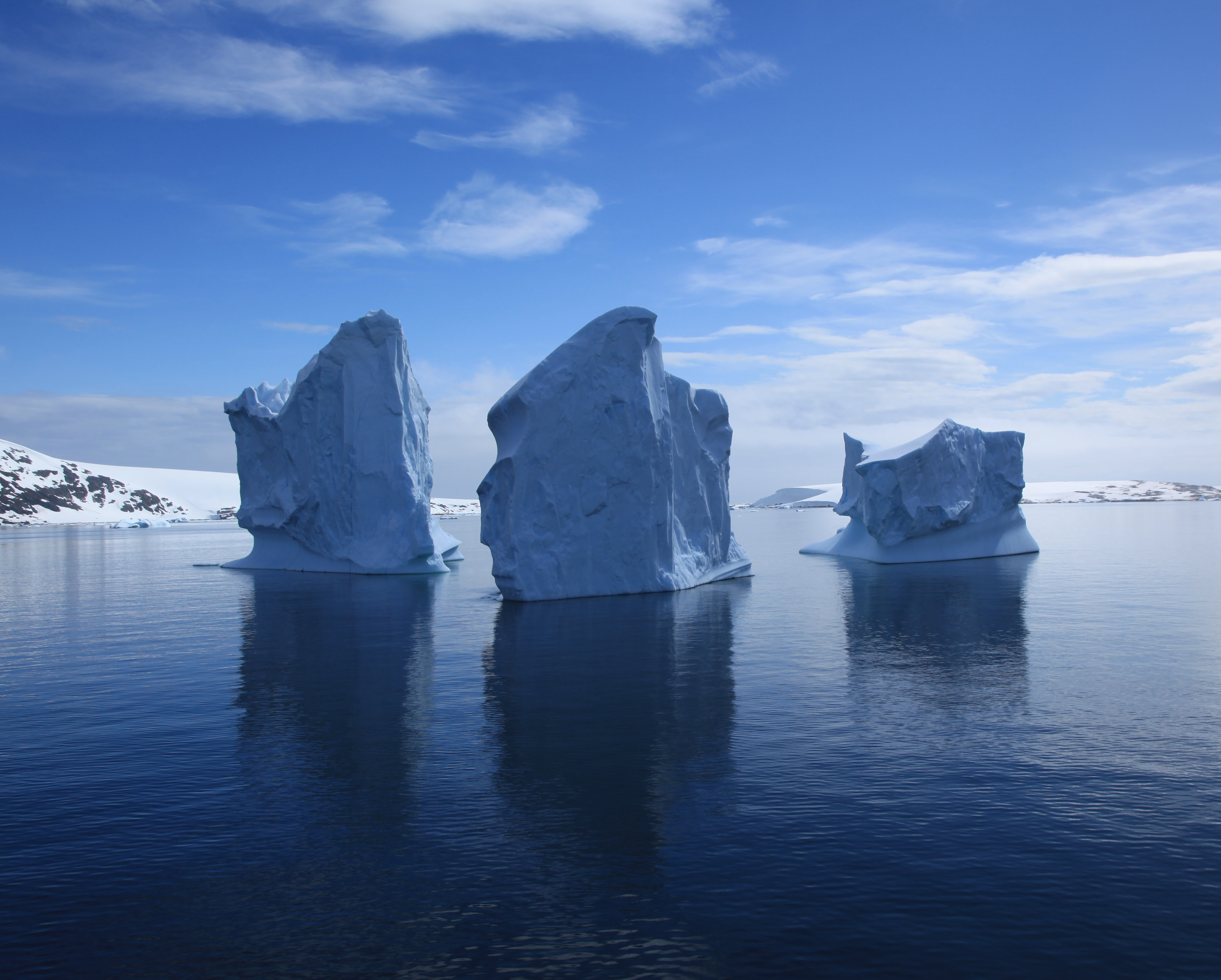
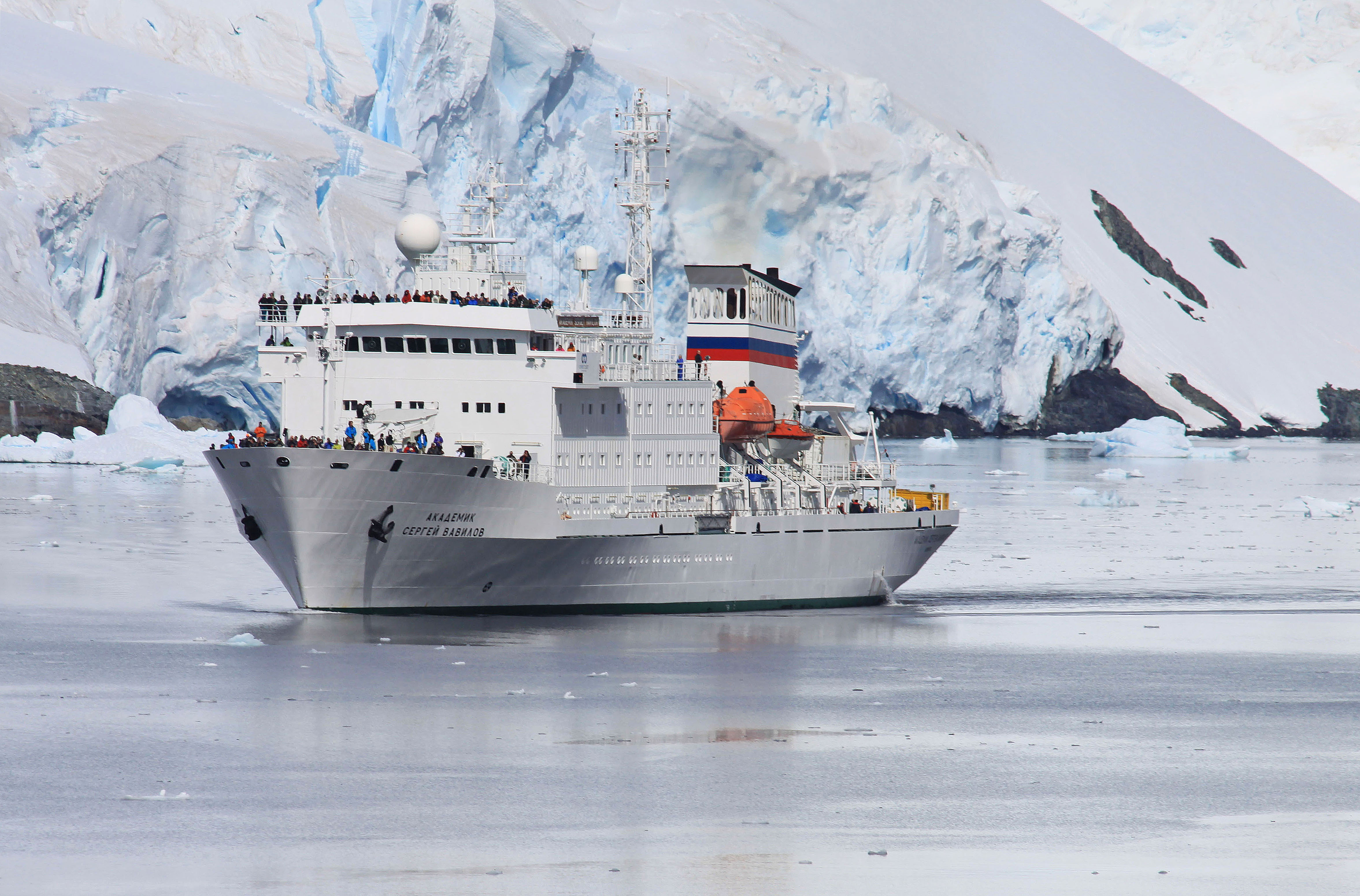
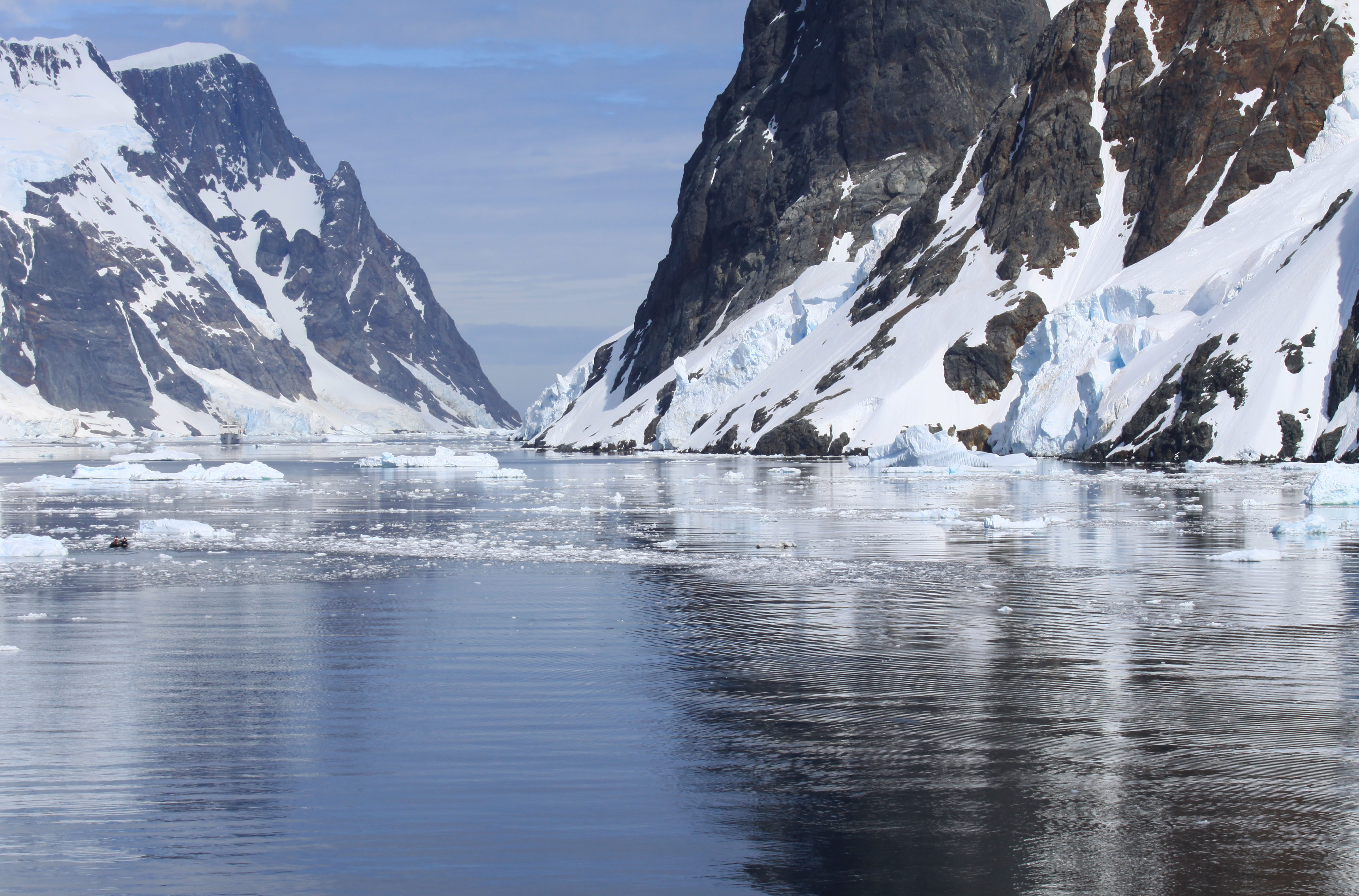
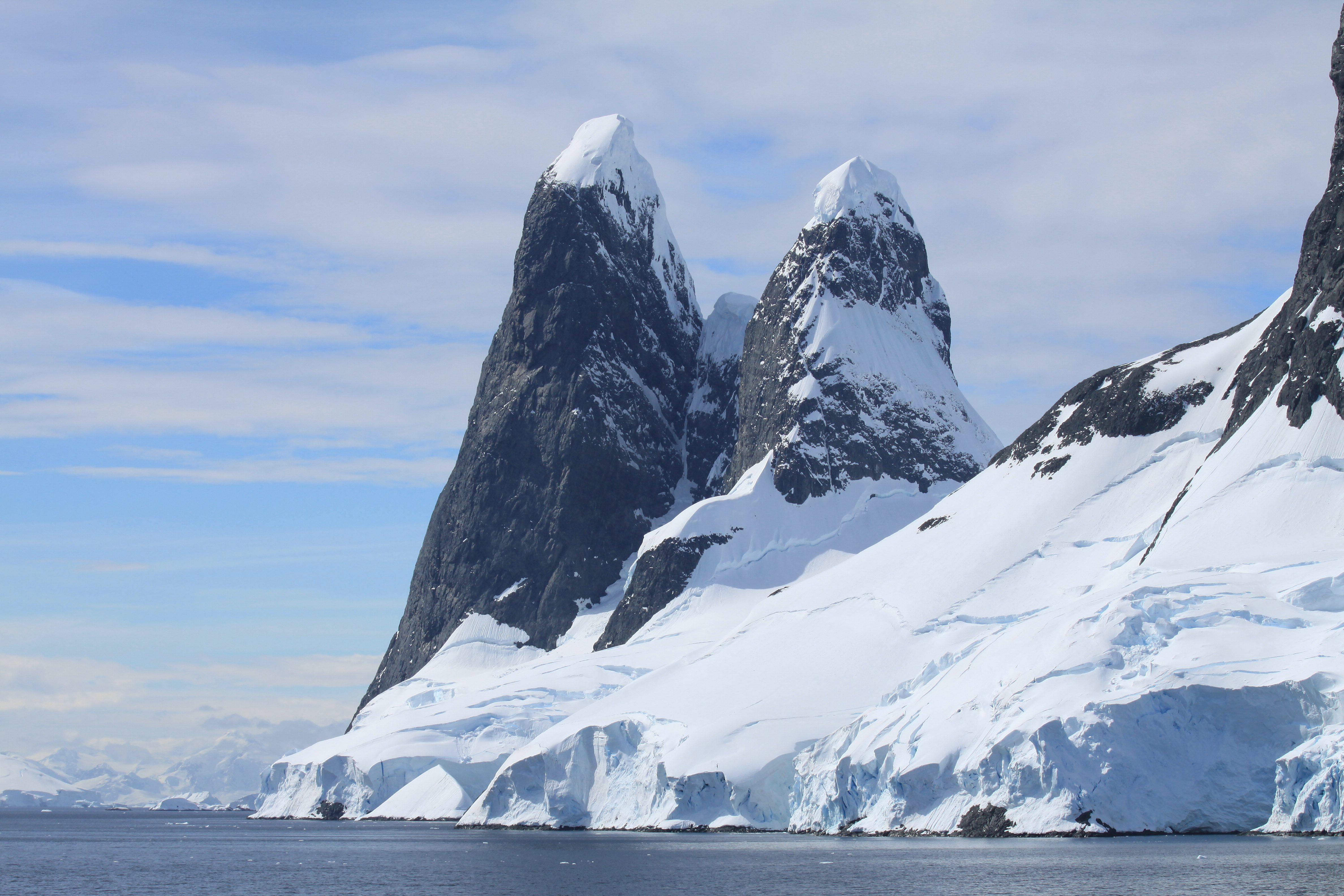
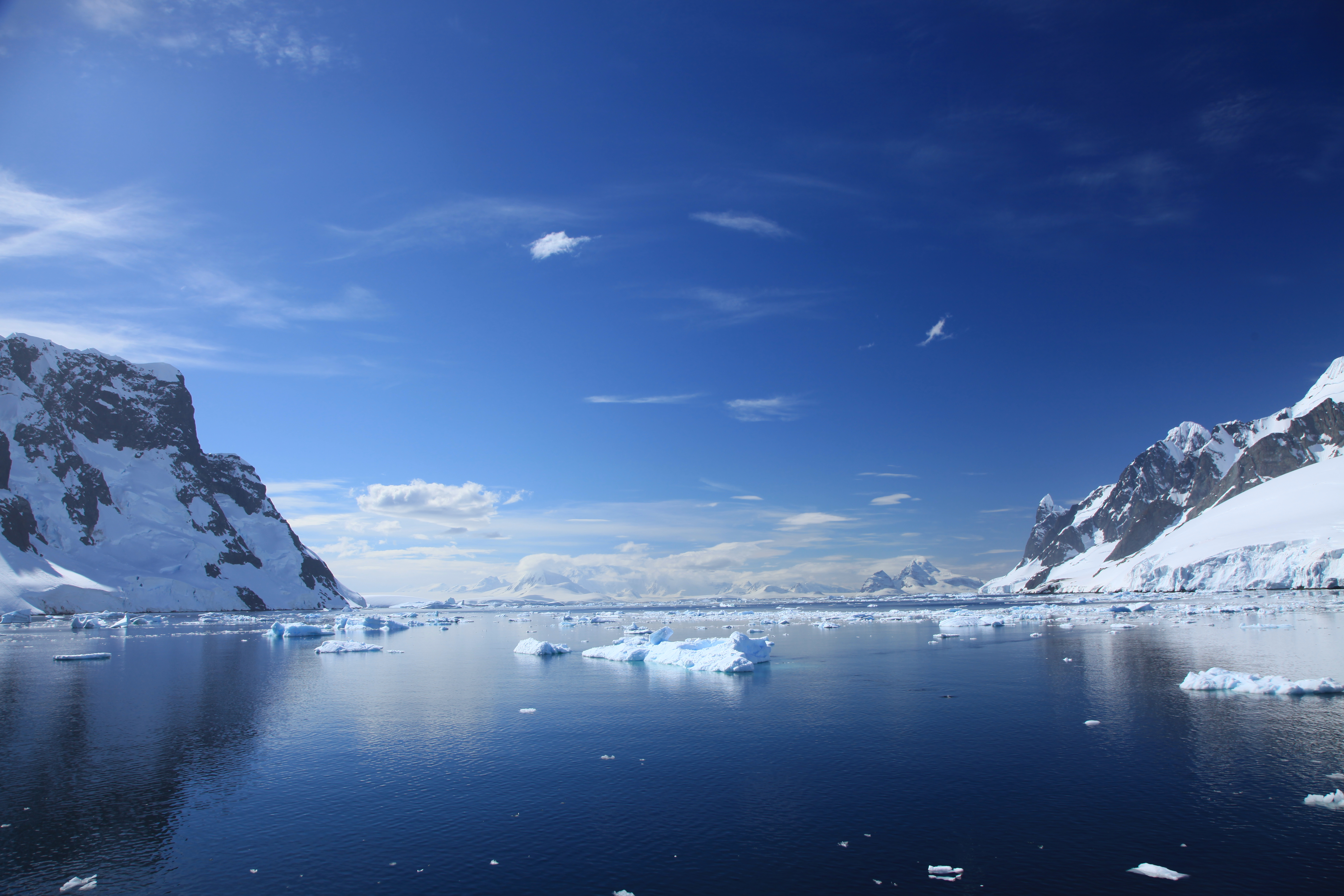

- SCAR Composite Gazetteer of Antarctica（页面存档备份，存于）.

65°07′59″S 64°00′00″W / 65.133°S 64.000°W